# مرکز فرهنگی تایلند

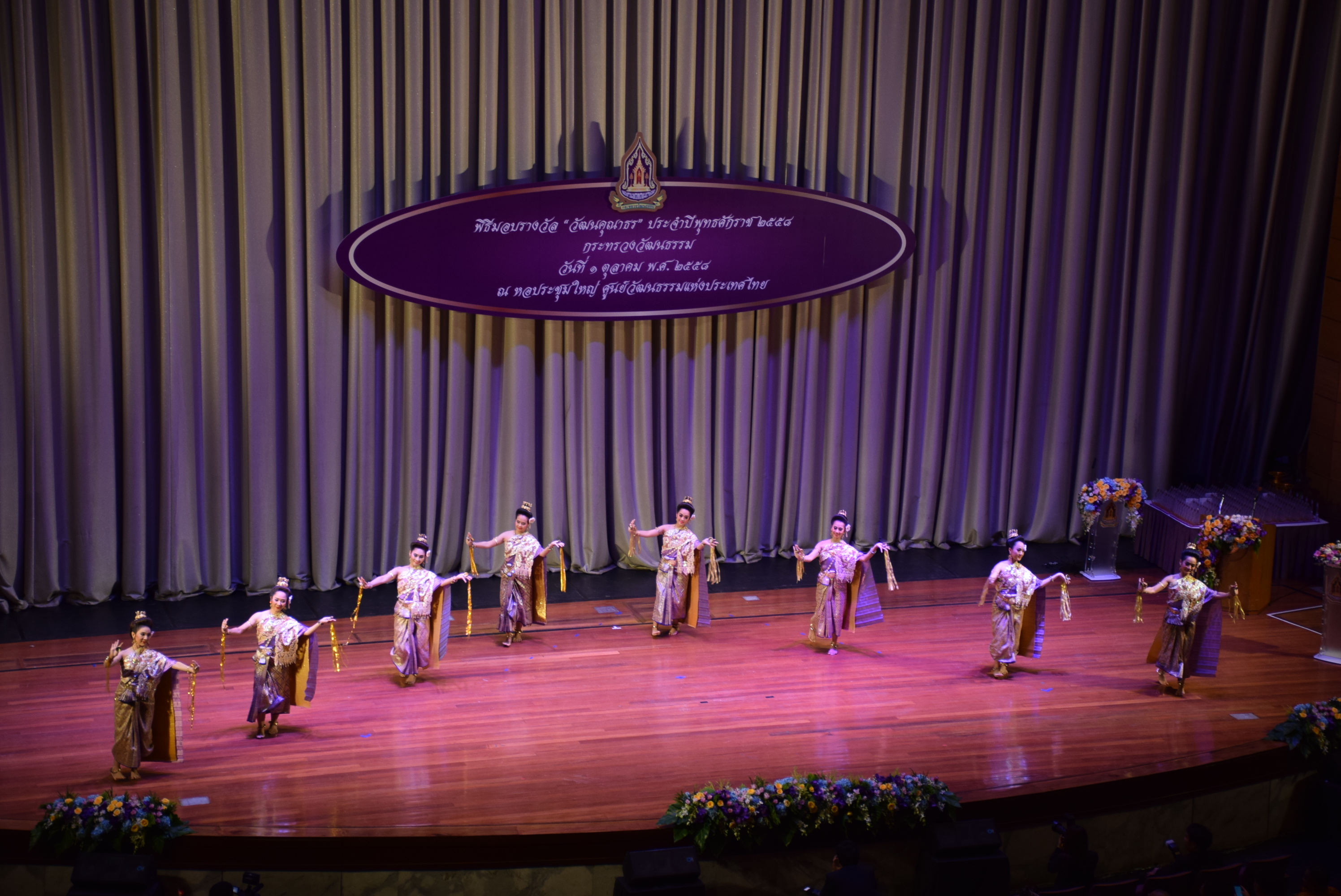
مرکز فرهنگی تایلند

مرکز فرهنگی تایلند (انگلیسی: Thailand Cultural Centre) یک مکان اجرای هنرهای نمایشی در منطقه هوای کوانگ، بانکوک، تایلند است.

## پیشینه
مرکز فرهنگی تایلند که با کمک مالی ژاپن ساخته شده است، روز ۹ اکتبر ۱۹۸۷ به عنوان قسمتی از مراسم جشن تولد شصت سالگی بومیپول آدولیاده افتتاح شد.